# Ryūnosuke Akutagawa
Ryūnosuke Akutagawa (芥川 龍之介, Akutagawa Ryūnosuke); (Kyōbashi, 1 de março de 1892 - Tóquio, Japão, 24 de julho de 1927) foi um escritor japonês ativo no Japão durante o período Taishō. Ele é considerado o "Pai do conto japonês", e é famoso por seu estilo e suas histórias ricas em detalhes que exploram o lado negro da natureza humana. Cometeu suicídio aos 35 anos de overdose de veronal.

## Anos iniciais
Ryūnosuke Akutagawa nasceu no distrito Kyōbashi de Tóquio, a terceira criança e único filho de Toshizō Niihara e Fuku Niihara (nascida Akutagawa). Ele recebeu o nome de "Ryūnosuke" ("Filho Dragão") porque supostamente ele nasceu noAno do Dragão, no mês do Dragão, no Dia do Dragão, e na Hora do Dragão. Sua mãe enlouqueceu logo após seu nascimento, e ele foi adotado e criado por seu tio materno, Akutagawa Dōshō, de quem ele recebeu o nome de família Akutagawa. Ele mostrou interesse por literatura chinesa clássica desde a mais tenra idade, bem como pelos trabalhos de Mori Ōgai e Natsume Sōseki, ambos populares durante sua infância.
Ele entrou na Primeira Escola Superior em 1910, tornando-se colega de Kan Kikuchi, Kume Masao, Yamamoto Yūzō e Tsuchiya Bunmei, todos os quais futuramente tornar-se-iam autores famosos. Ele começou a escrever ao entrar na Universidade Imperial de Tóquio em 1913, onde estudou literatura inglesa.
Quando ainda estudante ele propôs casamento a uma amiga de infância, Yayoi Yoshida, mas sua família adotiva não aprovou a união. Em 1916 ele contraiu núpcias com Fumi Tsukamoto, com quem casou em 1918. Tiveram três filhos: Hiroshi Akutagawa (1920-1981) foi um ator famoso, Takashi Akutagawa (1922-1945) foi morto quando um recruta estudante na Birmânia, e Yasushi Akutagawa (1925-1989) um compositor famoso.
Após sua graduação ele ensinou por um curto período na Escola de Engenharia Naval em Yokosuka, Kanagawa como um instrutor de língua inglesa, antes de decidir dedicar-se exclusivamente à escrita.

## Carreira literária

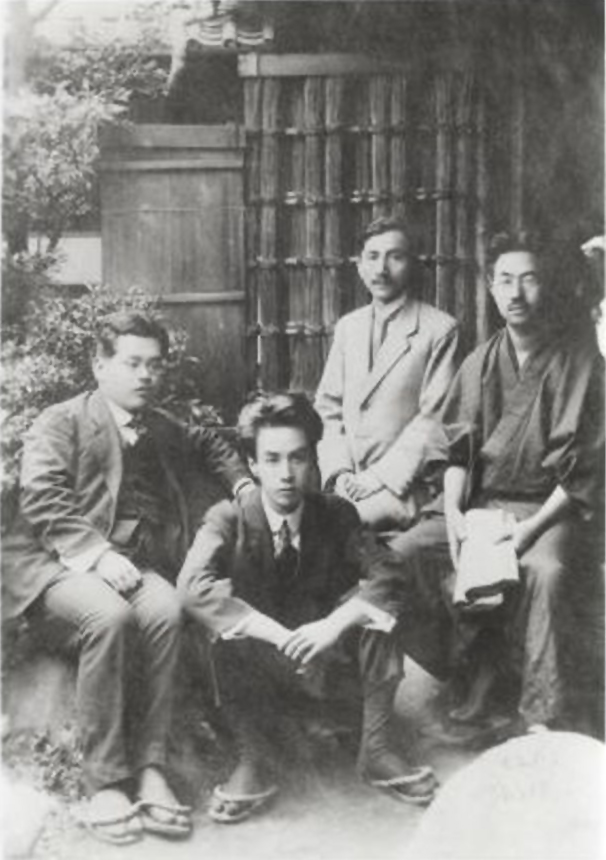
Fotografia de 1919. O segundo a partir da esquerda é Ryunosuke Akutagawa. Na extrema esquerda, Kan Kikuchi.

Em 1914, Akutagawa e seu amigos da escola reviveram o jornal literário Shinshichō ("Novas Correntes de Pensamento"), publicando traduções de William Butler Yeats e Anatole France junto com seus próprios trabalhos.
Akutagawa publicou seu primeiro conto Rashōmon no ano seguinte na revista literária Teikoku Bungaku ("Literatura Imperial"), quando ainda um estudante. A história, baseada num conto do século XII, com um profundo drama psicológico, foi em grande parte descartado pelo mundo literário, com exceção do famoso autor Natsume Sōseki. Encorajado por este apoio, Akutagawa considerou-se a partir de então discípulo de Sōseki, e começou a visitar o autor nas suas reuniões do seu círculo literário que ocorria toda quinta-feira. Foi também nesta época que ele começou a escrever haiku sob o haigo (nome literário) Gaki.
Estas reuniões o levaram a escrever Hana ("O Nariz", 1916), que foi publicado no Shinshicho, e novamente louvado por Sōseki. Akutagawa seguiu com uma série de contos ambientados no Japão do período Heian, período Edo e início do período Meiji, e baseavam-se nos temas da feiura do egoísmo e do valor da arte. Estas histórias reinterpretavam trabalhos clássicos e incidentes modernos de um ponto de vista moderno.
Exemplos destas histórias incluem: Gesaku zanmai ("Uma Vida Devotada a Gesaku", 1917) e Kareno-shō ("Colheita de um Campo Definhado", 1918), Jigoku hen ("Tela do Inferno", 1918); Hokōnin no shi ("A Morte de um Cristão", 1918) e Butōkai ("O Baile", 1920).
Akutagawa foi um forte oponente do naturalismo, que havia dominado a ficção japonesa no início do século XX. Ele continuou a inspirar-se em contos antigos, dando-lhes uma interpretação complexa moderna, mas, entretanto, o sucesso de histórias como Mikan ("Mexirica", 1919) e Aki ("Outono", 1920) o levaram a escrever cada vez mais utilizando uma ambientação moderna.
Em 1921, no auge de sua popularidade, Akutagawa interrompeu sua carreira literária para passar quatro meses na China, como reporter para o Mainichi Shinbun de Osaka. Esta viagem foi estressante e ele sofreu de várias doenças, das quais sua saúde nunca recuperar-se-ia. Logo após o seu retorno ele publicaria seu conto mais famoso, Yabu no naka (Dentro de um Bosque, 1922).

## Anos finais
A fase final da carreira literária de Akutagawa foi marcada pela deterioração de sua saúde física e mental. Uma boa parte do seu trabalho desta época é claramente autobiográfico, partes mesmo tomadas diretamente de seus diários. Seus trabalhos durante este período, especialmente o Daidōji Shinsuke no hansei ("A Juventude de Daidōji Shinsuke", 1925) e o Tenkibo ("Registro de Morte", 1926) são introspectivas e refletem sua depressão e crescente impaciência com o deterioramento de seu estado mental.
Apesar de sua condição enfraquecida ele travou um debate espirituoso com o famoso autor Jun'ichirō Tanizaki. Akutagawa atacou Tanizaki sugerindo que o lirismo era mais importante que a estrutura numa história.
Os últimos trabalhos de Akutagawa: Kappa (1927), uma sátira baseada numa criatura do folclore japonês, Haguruma ("Roda Dentada", 1927), uma história de terror baseada numa mente sensível que perde gradualmente o senso de realidade, Aru ahō no isshō ("A Vida de um Idiota"), e o Bungeiteki na, amari ni bungeiteki na ("Literário, Literário Demais", 1927) revelam muito sobre o seu etado psicológico final.
No fim de sua vida Akutagawa começou a sofrer de alucinações visuais e nervosismo devido ao medo de que ele houvesse herdado a loucura de sua mãe. Ele tentou o suicídio em 1927, junto com um amigo de sua esposa, mas a tentativa não teve sucesso. Por fim ele suicidou-se quando teve uma overdose de Veronal, que lhe foi dado por Saito Mokichi a 24 de julho desse mesmo ano. Suas últimas palavras no seu testamento diziam que ele sentiu uma "vaga ansiedade" 「ぼんやりとした不安」 (Bon'yaritoshita fuan). Contava com apenas 35 anos de idade.

## Legado
Akutagawa não escreveu nenhum livro extenso, concentrando-se nos contos dos quais ele escreveu mais de 150 durante sua curta vida. Akira Kurosawa dirigiu o filme Rashōmon (1950) baseado nas histórias de Akutagawa; a maior parte da ação no filme era na realidade uma adaptação do conto Dentro de um Bosque.
Em 1935, o grande amigo de Akutagawa, Kan Kikuchi, estabeleceu o prêmio literário de mais prestígio do Japão, o Prêmio Akutagawa, em sua honra. O prêmio é conferido anualmente a escritores iniciantes de potencial.

## Trabalhos selecionados
| Ano  | Título em Japonês                                             | Tradução                                      |
| ---- | ------------------------------------------------------------- | --------------------------------------------- |
| 1914 | 老年 Rōnen                                                    | Velhice                                       |
| 1914 | 羅生門 Rashōmon                                               | Rashōmon                                      |
| 1916 | 鼻 Hana                                                       | O Nariz                                       |
| 1916 | 芋粥 Imogayu                                                  | Sopa de Cará                                  |
| 1916 | 手巾 Hankechi                                                 | O Lenço                                       |
| 1916 | 煙草と悪魔 Tabako to Akuma                                    | Tabaco e o Demônio                            |
| 1917 | 尾形了斎覚え書 Ogata Ryosai Oboe gaki                         | Dr. Ogata Ryosai: Memorandum                  |
| 1917 | 戯作三昧 Gesakuzanmai                                         | Absorte na esrita de novelas populares        |
| 1918 | 蜘蛛の糸 Kumo no Ito                                          | A Teia de Aranha                              |
| 1918 | 地獄変 Jigokuhen                                              | Tela d Inferno                                |
| 1918 | 枯野抄 Kareno shou                                            | Comentário sobre o campo desolado para Bashou |
| 1918 | 邪宗門 Jashūmon                                               | Jashūmon                                      |
| 1918 | 奉教人の死 Hōkyōnin no Shi                                    | O Mártir                                      |
| 1919 | 魔術 Majutsu                                                  | Mágica                                        |
| 1919 | 龍 Ryū                                                        | Dragão                                        |
| 1920 | 舞踏会 Butou Kai                                              | O Baile                                       |
| 1920 | 秋 Aki                                                        | Outono                                        |
| 1920 | 南京の基督 Nankin no Kirisuto                                 | Cristo em Nanquin                             |
| 1920 | 杜子春 Toshishun                                              | Tu Tze-chun                                   |
| 1920 | アグニの神 Aguni no Kami                                      | Espírito de Aguni                             |
| 1921 | 山鴫 YamaShigi                                                | O Ridículo                                    |
| 1921 | 上海游記 Shanhai Yuki                                         | Relato da viagem a Xangai                     |
| 1922 | 藪の中 Yabu no Naka                                           | Dentro de um Bosque                           |
| 1922 | 将軍 Shogun                                                   | O general                                     |
| 1922 | トロッコ Torokko                                              | Um caminhão                                   |
| 1923 | 保吉の手帳から Yasukichi no Techou kara                       | Do livro de Yasukichi                         |
| 1924 | 一塊の土 Ikkai no Tsuchi                                      | Um punhado de terra                           |
| 1925 | 大導寺信輔の半生 Daidoji Shinsuke no Hansei                   | Daidoji Shinsuke: os anos iniciais            |
| 1925 | 侏儒の言葉 Shuju no Kotoba                                    | Aforismos de um pigmeu                        |
| 1926 | 点鬼簿 Tenkibo                                                | Registro de Morte                             |
| 1927 | 玄鶴山房 Genkaku Sanbō                                        | Quarto de Genkaku                             |
| 1927 | 河童 Kappa                                                    | Kappa                                         |
| 1927 | 文芸的な、余りに文芸的な Bungeiteki na, amarini Bungeiteki na | Literário, Literário Demais                   |
| 1927 | 歯車 Haguruma                                                 | Roda Dentada                                  |
| 1927 | 或阿呆の一生 Aru Ahō no Isshō                                 | A vida de um idiota                           |
| 1927 | 西方の人 Saihō no Hito                                        | O homem do oeste                              |

### Trabalhos selecionados em tradução
- Fool's Life. Trans. Will Peterson Grossman (1970). ISBN 0-670-32350-0
- Kappa. Trans. Geoffery Bownas. Peter Owen Publishers (2006) ISBN 0-7206-1200-4
- Hell Screen. Trans. H W Norman. Greenwood Press. (1970) ISBN 0-8371-3017-4
- Mandarins. Trans. Charles de Wolf. Archipelago Books (2007) ISBN 0-9778576-0-3
- Rashomon and Seventeen Other Stories. Trans. Jay Rubin. Penguin Classics (2004). ISBN 0-14-303984-9
- TuTze-Chun. Kodansha International (1965). ASIN B0006BMQ7I
- La fille au chapeau rouge. Trans. Lalloz ed. Picquier (1980). in ISBN 978-2-87730-200-5 (French edition)
- Rashômon e Outros Contos.Trad. Madalena Cordaro e Junko Ota (2008). ISBN 978-85-7715-094-6

### Inglês
- Keene, Donald. Dawn to the West. Columbia University Press; (1998). ISBN 0-231-11435-4
- Ueda, Makoto. Modern Japanese Writers and the Nature of Literature. Stanford University Press (1971). ISBN 0-8047-0904-1
- Rashomon and Seventeen Other Stories - the Chronology Chapter, Trans. Jay Rubin. Penguin Classics (2004). ISBN 0143039846

### Japonês
- Nakada, Masatoshi. Akutagawa Ryunosuke: Shosetsuka to haijin. Kanae Shobo (2000). ISBN 4-907846-03-7
- Shibata, Takaji. Akutagawa Ryunosuke to Eibungaku. Yashio Shuppansha (1993). ISBN 4-89650-091-1
- Takeuchi, Hiroshi. Akutagawa Ryunosuke no keiei goroku. PHP Kenkyujo (1983). ISBN 4-569-21026-0
- Tomoda, Etsuo. Shoki Akutagawa Ryunosuke ron. Kanrin Shobo (1984). ISBN 4-906424-49-X